# Sergej Nikitin
Sergej Petrovič Nikitin (rusky Сергей Петрович Никитин; * 6. června 1968 Frunze) je bývalý sovětský a kyrgyzský fotbalový obránce či záložník. Má kyrgyzské a ruské občanství.

## Fotbalová kariéra
Nejvyšší soutěž hrál v Polsku za Pogoń Štětín a v České republice za Slováckou Slaviu Uherské Hradiště. Za Štětín nastoupil k jednomu utkání Poháru Intertoto v ročníku 1995.

## Ligová bilance
| Ročník              | Zápasy | Góly | Minuty | Klub             |
| ------------------- | ------ | ---- | ------ | ---------------- |
| Ekstraklasa 1992/93 | 14     | 0    | –      | Pogoń Štětín     |
| Ekstraklasa 1993/94 | 31     | 1    | –      | Pogoń Štětín     |
| Ekstraklasa 1994/95 | 21     | 2    | 1 518  | Pogoń Štětín     |
| 1995/96             | 7      | 0    | 443    | Uherské Hradiště |
| CELKEM 1. LIGA      | 73     | 3    | –      |                  |